# وایداچکا
وایداچکا (به مجاری: Vajdácska) روستاییست در شهرستان بورشود-آبااوی-زمپلن در شمال شرق کشور مجارستان. جمعیت این روستا در ۲۰۰۹، ۱،۳۴۳ نفر بوده‌است.